# Castrillo de Rucios
Castrillo de Rucios es un antiguo municipio, código INE-095028, en Castilla la Vieja, hoy comunidad autónoma de Castilla y León, provincia de Burgos (España). Está situada en la comarca de Alfoz de Burgos y en la actualidad es una Entidad Local Menor dependiente del Ayuntamiento de Merindad de Río Ubierna.

## Datos generales
Está situada 16 kilómetros al norte de la capital del municipio, Sotopalacios, junto a las localidades de Quintanarrío, Mata, Gredilla la Polera y Huérmeces. En la ladera norte del valle formado por el arroyo de Rucios, afluente del río Ubierna en San Martín de Ubierna.

## Toponimia
Su nombre proviene del diminutivo de castro, o lugar habitado en torno a una torre o fortificación, mientras que Rucios equivale a "asnos".

## Comunicaciones
- Carretera:  acceso desde la N-623 de Burgos a Santander por el puerto de El Escudo. La localidad se divisa desde la nueva carretera N-627 de Burgos a Santander por Aguilar.

## Demografía
Evolución de la población
| Gráfica de evolución demográfica de Castrillo de Rucios entre 2000 y 2017 |
|                                                                           |
| Población de derecho (2000-2017) según el padrón municipal del INE        |

## Historia
La primera referencia es de 16 de noviembre de 1055: Castriello qui est in Ovenia (Ubierto, San Millán, P.282).
Lugar que formaba parte, de la Jurisdicción de Río Ubierna en el Partido de Burgos, uno de los catorce que formaban la Intendencia de Burgos, durante el periodo comprendido entre 1785 y 1833, en el Censo de Floridablanca de 1787, jurisdicción de realengo, alcalde pedáneo.
Antiguo municipio de Castilla la Vieja en el Partido de Burgos código INE-095028, denominado Castillo de Rucios en el censo de la matrícula catastral cuando contaba con 56 hogares y 115 vecinos. Entre el censo de 1857 y el anterior, este municipio desaparece porque se integra en el municipio 09147 Gredilla la Polera.
Así se describe a Castrillo de Rucios en el tomo VI del Diccionario geográfico-estadístico-histórico de España y sus posesiones de Ultramar, obra impulsada por Pascual Madoz a mediados del siglo XIX:

Aldea con ayuntamiento en la provincia, diócesis, partido judicial, audiencia territorial y capitanía general de Burgos (4 leguas); Situada al N de la capital, bien ventilada y con clima sano, siendo las tercianas las enfermedades más comunes. Tiene 14 casas, la consistorial que también sirve de cárcel, y una iglesia parroquial dedicada a Nuestra Señora de la Asunción; para el consumo del vecindario no hay más aguas que las de algunas charcas que se encuentran en el término. Confina N Quintanilla Sobre Sierra; E Briviesca; E Burgos, y O Santibáñez. El terreno es de superior calidad, y tiene un monte contiguo al pueblo, bastante poblado. Los caminos son de pueblo a pueblo y la correspondencia se recibe de Burgos. Producciones: trigo y legumbres, ganado lanar y caza de codornices, perdices y liebres; sus habitantes se dedican exclusivamente a la agricultura. Población: 11 vecinos, 45 almas. Capital productivo: 324.910 reales. Imponible: 30.930. Contribución: 1.387 reales 24 maravedíes. El presupuesto municipal asciende a 3.300 reales, y se cubre con el fondo de propios y por reparto vecinal.
Diccionario geográfico-estadístico-histórico de España y sus posesiones de Ultramar

## Fiestas
La Asunción de Nuestra Señora, 15 de agosto.

## Parroquia
Iglesia de La Asunción de Nuestra Señora, perteneciente a la parroquia de Ubierna en el arciprestazgo de Ubierna Úrbel.